# Giuditta (Riedel)
Giuditta (Judith) è un quadro dipinto a Roma nel 1840 dall'artista tedesco August Riedel. È esposto alla Neue Pinakothek di Monaco.

## Storia
Riedel si era stabilito a Roma da più di otto anni quando dipinse questo quadro, che nel 1841 venne acquistato da Ludovico I di Baviera.

## Descrizione
Il quadro, un olio su tela di 131 centimetri di altezza e 96 centimetri di larghezza, è un ritratto a mezza figura che ritrae l'eroina biblica Giuditta con i tratti di Grazia, la figlia ventenne di un brigante di Sonnino (presumibilmente Maria Grazia Boni) che fece da modella per il pittore.
Su uno sfondo grigio e avvolto dalla luce, la giovane dai capelli neri e dalla pelle chiara, in piedi, con il volto ruotato di tre quarti, volge il proprio sguardo verso la parte destra della tela. Ella indossa una camicia bianca dalle maniche lunghe, larghe e gonfie, delle quali la destra è scivolata dalla spalla. La sua gonna è trattenuta da un'unica bretella aurea ornata di pietre preziose che sale in diagonale sulla spalla nuda. La gonna è ricoperta da un ricco tessuto di broccato decorato di fiori dorati e viola ed è trattenuta alla vita da una cintura fatta di tessuto bianco. La mano sinistra tiene saldamente davanti a sé una spada rivolta verso il basso e che senza dubbio è appoggiata al suolo. L'oro del pomo cesellato e il metallo scuro della guardia spiccano sul bianco della manica della camicia. Bisogna osservare bene il quadro per notare la testa capelluta di Oloferne, che in pratica è nascosta dietro la giovane, nella sua mano destra.

## Copie
Dall'opera di Riedel furono tratte alcune copie dipinte, delle riproduzioni litografiche e delle traduzioni in porcellana, per lo più nel secolo diciannovesimo. Nel 1849 l'incisore britannico Albert Henry Payne, attivo a Lipsia, ne trasse un'incisione. Una copia venne dipinta dal pittore sloveno Mihael Stroj nel 1858 e attualmente fa parte delle collezioni della galleria nazionale della Slovenia. Un'altra copia venne dipinta intorno al 1883 dal pittore rumeno Emanoil Panaiteanu Bardasare.

## Galleria d'immagini

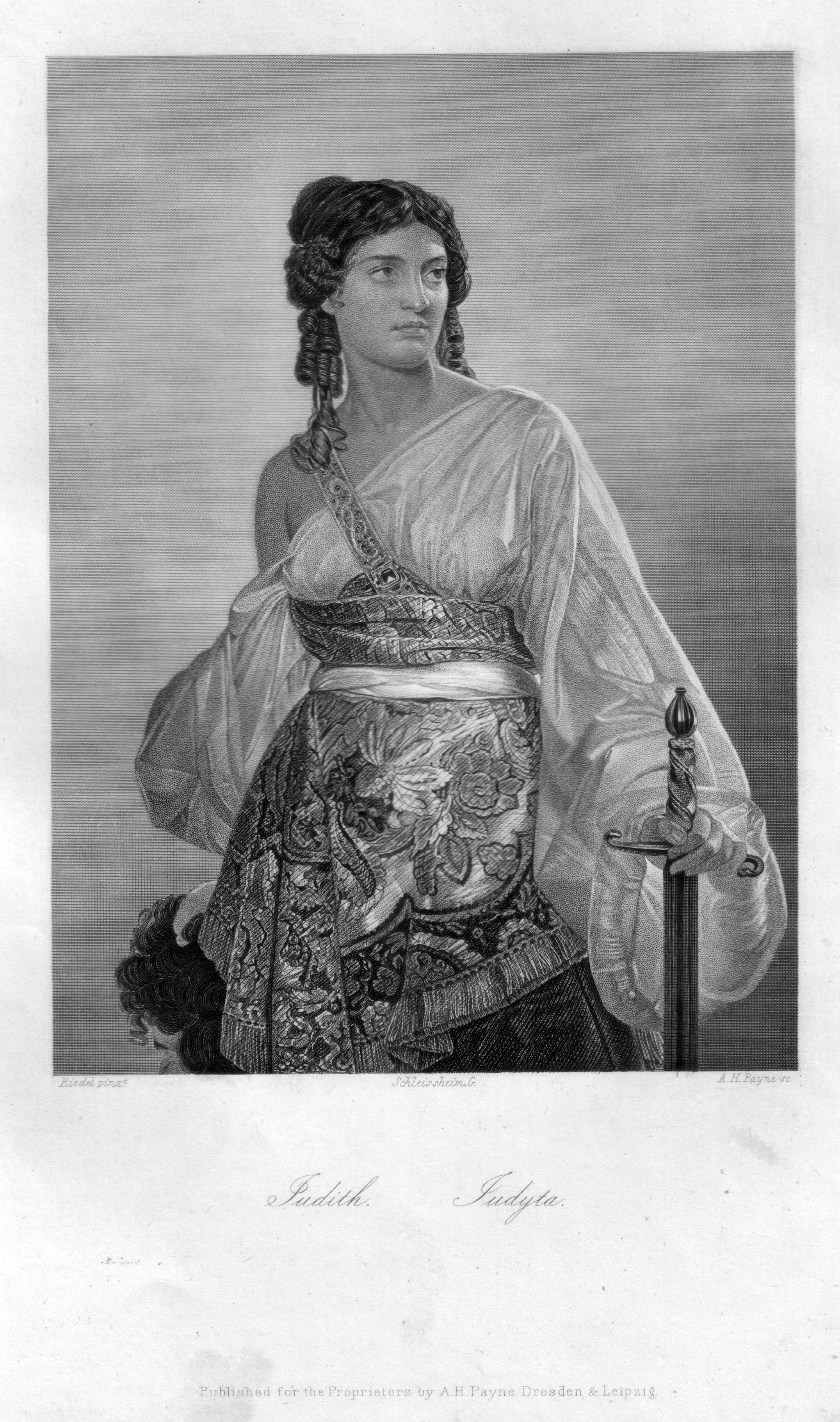
La riproduzione litografica di Albert Henry Payne del 1849
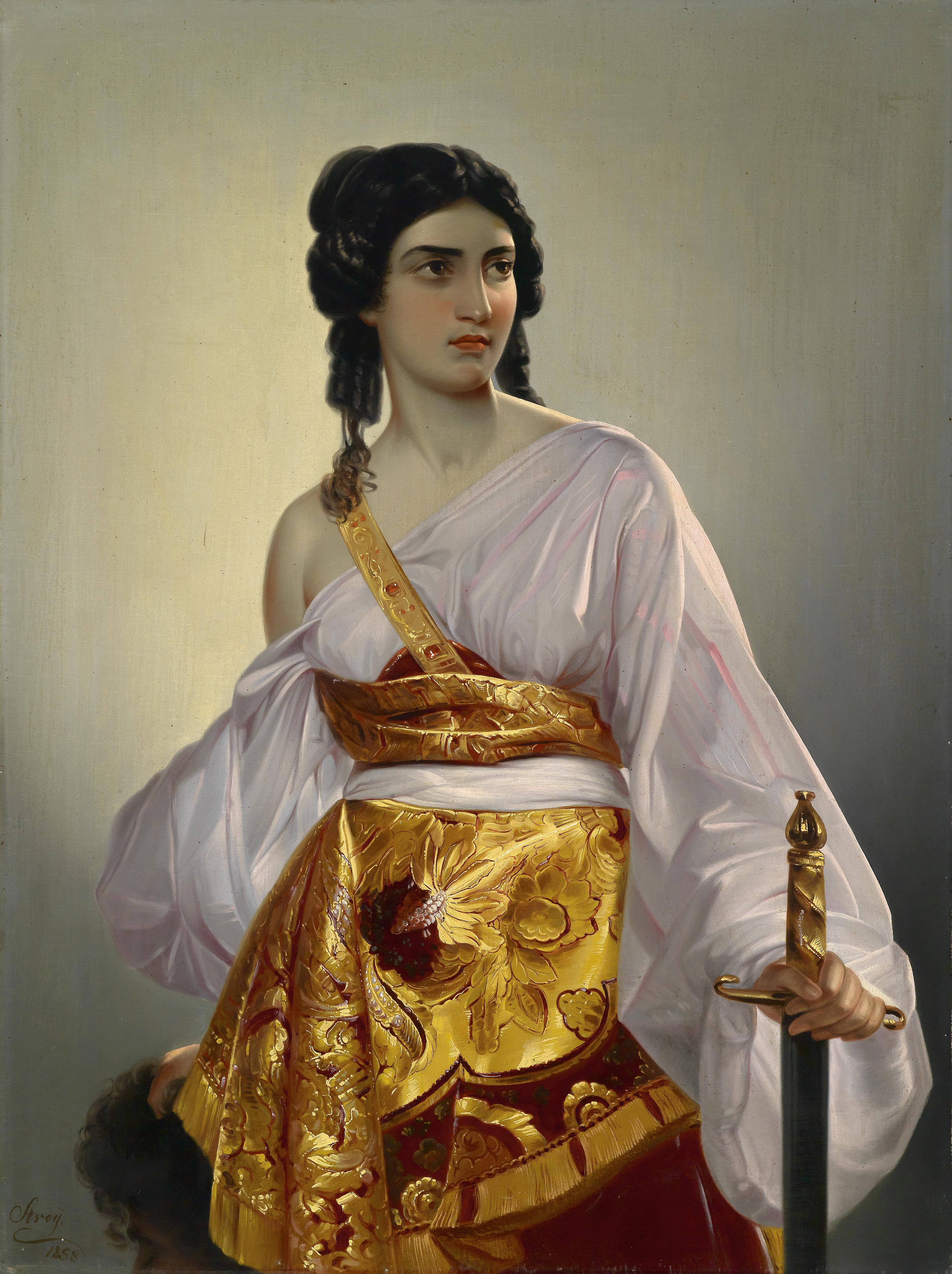
La copia di Mihael Stroj del 1858
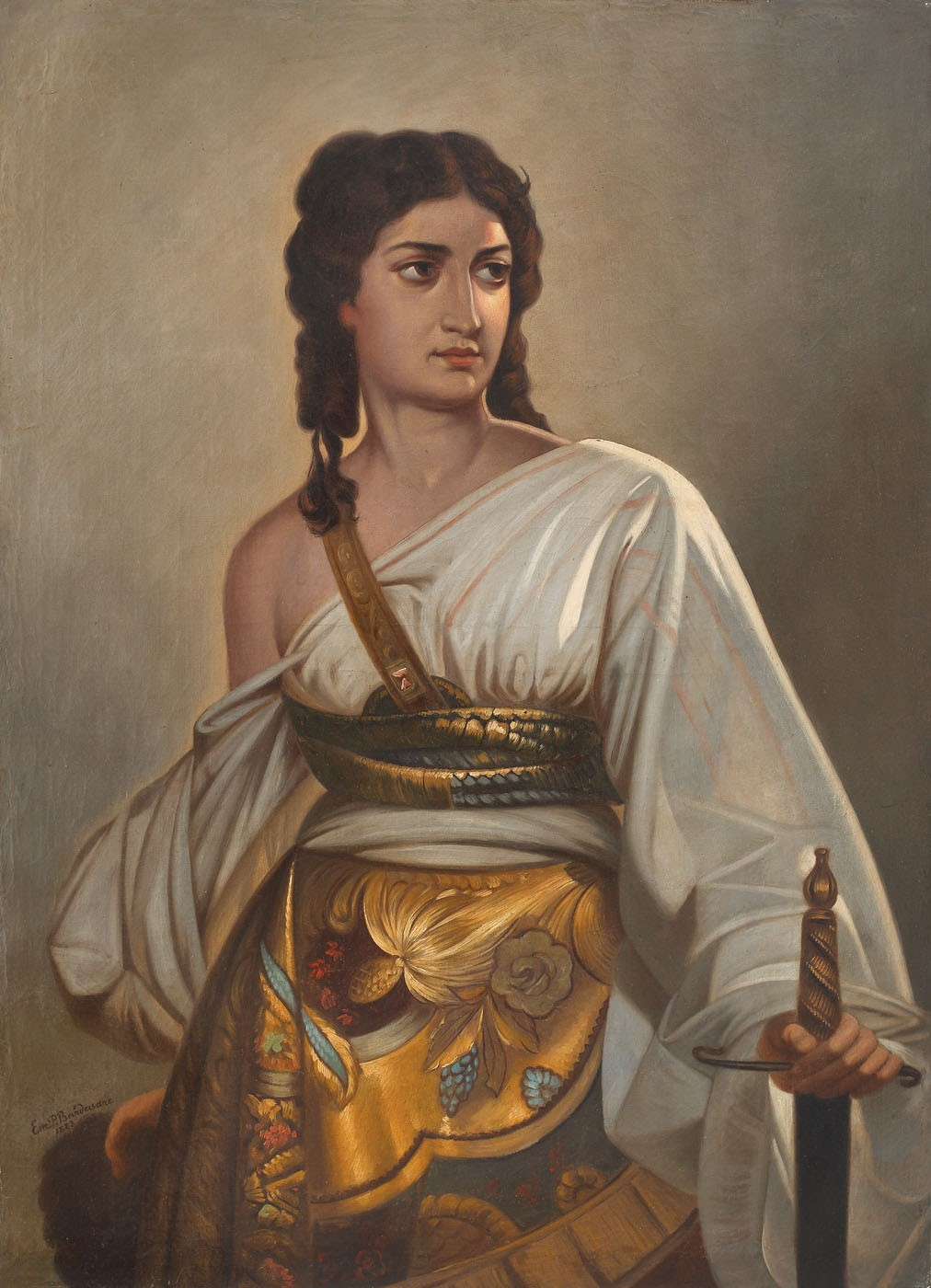
La copia di Emanoil Panaiteanu Bardasare del 1883